# Monako na Zimowych Igrzyskach Olimpijskich 2002
Monako na Zimowych Igrzyskach Olimpijskich 2002 reprezentowało pięciu zawodników.

## Bobsleje
- Patrice Servelle, Sébastien Gattuso (22. miejsce)
- Albert Grimaldi, Charles Oula, Sébastien Gattuso[1], Patrice Servelle, Jean-François Calmes (28. miejsce)